# Androctonus crassicauda
Androctonus crassicauda là một loài bò cạp nguy hiểm thường được tìm thấy tại Bắc Phi và Trung Đông.

## Mô tả
Con trưởng thành có thể thay đổi màu sắc từ một màu nâu nhạt đến đỏ đến đen-nâu, đen. Chúng có thể phát triển đến chiều dài hơn 10 cm (3,9 in).